# دانشگاه پاریس
دانشگاه پاریس (به فرانسوی: Université de Paris) یکی از دانشگاه‌های شهر پاریس بود که شهرت بسیاری داشت و جزو نخستین دانشگاه‌های تأسیس‌شده در اروپا بود. این دانشگاه در میانهٔ سدهٔ ۱۲ میلادی تأسیس شد و در بین سال‌های ۱۱۶۰ تا ۱۲۵۰ میلادی رسماً به عنوان یک دانشگاه شناخته شد.
این دانشگاه، که اغلب با عنوان دانشگاه سوربُن نامیده می‌شود بعد از تغییرات زیاد و بیش از ۱۰۰ سال تعلیق از فعالیت (۱۷۹۳–۱۸۹۶)، در سال ۱۸۹۶ بازگشایی شد و تا سال ۱۹۷۰ به فعالیت خود ادامه داد. در نهایت، در پی جنبش مهٔ ۱۹۶۸ فرانسه، در سال ۱۹۷۰ به ۱۳ دانشگاه خودمختار تقسیم شد. امروزه این دانشگاه‌ها به شکل مجزا از یکدیگر فعالیت می‌کنند.
دانشگاه پاریس در سال ۱۹۷۰ به ۱۳ دانشگاه به صورت زیر تقسیم شد:
| دانشگاه          | نام مستعار دانشگاه | آکادمی       | گروه                                     |
| ---------------- | ------------------ | ------------ | ---------------------------------------- |
| دانشگاه پاریس ۱  | پانتئون-سوربن      | آکادمی پاریس | Hautes Études-Sorbonne-Arts et Métiers   |
| دانشگاه پاریس ۲  | پانتئون-آسا        | آکادمی پاریس | دانشگاه سوربن (ائتلاف)                   |
| دانشگاه پاریس ۳  | سوربن جدید         | آکادمی پاریس | Sorbonne Paris Cité                      |
| دانشگاه پاریس ۴  | پاریس-سوربن        | آکادمی پاریس | دانشگاه سوربن (ائتلاف)                   |
| دانشگاه پاریس ۵  | رنه دکارت          | آکادمی پاریس | Sorbonne Paris Cité                      |
| دانشگاه پاریس ۶  | پیر و ماری کوری    | آکادمی پاریس | دانشگاه سوربن (ائتلاف)                   |
| دانشگاه پاریس ۷  | دنی دیدرو          | آکادمی پاریس | Sorbonne Paris Cité                      |
| دانشگاه پاریس ۸  | ونسن               | آکادمی کِرِتِی  | Université Paris Lumières                |
| دانشگاه پاریس ۹  | پاریس دوفین        | آکادمی پاریس | Paris Sciences et Lettres-Quartier latin |
| دانشگاه پاریس ۱۰ | پاریس اوِست         | آکادمی ورسای | Université Paris Lumières                |
| دانشگاه پاریس ۱۱ | پاریس سود          | آکادمی ورسای | UniverSud Paris                          |
| دانشگاه پاریس ۱۲ | پاریس اِست          | آکادمی کِرِتِی  | Université Paris-Est                     |
| دانشگاه پاریس ۱۳ | پاریس نوق          | آکادمی کِرِتِی  | Sorbonne Paris Cité                      |

## تاریخچه
همچون سایر دانشگاه‌های قدیمی، همانند دانشگاه آکسفورد، دانشگاه بولونیا، و دانشگاه کمبریج، تاریخ دقیق تأسیس این دانشگاه مشخص نیست. این دانشگاه در ابتدا ۴ بخش داشت: حقوق، هنر، پزشکی، و الهیات.

### سده‌های میانه
دانشگاه پاریس در سدهٔ ۱۴ میلادی نام پایتخت فرانسه را به اوج رساند و شهرت دانش‌آموختگان و اعتبار مطالعات آن در الهیات و فلسفه سایر دانشگاه‌ها را به زیر سایهٔ خود برد. این دانشگاه، که در آن زمان بیش از ۵۰۰ دانشکده و تعداد بی‌شماری دانشجو از کشورهای مختلف در آن وجود داشت، همانند مغناطیسی عمل می‌کرد که بزرگ‌ترین متفکران را به سمت خود می‌کشید. برخی، به سبب وجود همین دانشگاه، عنوان «آتنِ اروپا» را بر شهر پاریس نهادند.

## رتبه‌بندی
در رتبه‌بندی دانشگاه‌های جهان (QS) در سال ۲۰۲۰ دانشگاه پاریس در ردهٔ ۲۵۳ جهان قرار گرفت. همچنین، در رتبه‌بندی مؤسسهٔ تایمز در سال ۲۰۲۰ این دانشگاه رتبهٔ ۱۳۰ را در بین دانشگاه‌های جهان از آن خود کرد.

## دانشکده‌ها
دانشکده‌های دانشگاه پاریس عبارت‌اند از:
- دانشکدهٔ بهداشت و سلامت
- دانشکدهٔ علوم
- دانشکدهٔ علوم انسانی و علوم اجتماعی

## یادداشت
1. ↑  Sorbonne; (فرانسوی: [sɔʁbɔn])
2. ↑  Sorbonne Universities
3. ↑  Sorbonne Universities
4. ↑  Sorbonne Universities